# Hořovice (nádraží)
Hořovice je železniční stanice v severní části města Hořovice v okrese Beroun ve Středočeském kraji oddělené od centra srázem k Červenému potoku. Leží na trati Praha–Plzeň. Stanice je elektrizovaná (25 kV, 50 Hz AC).

## Historie
Stanice byla vybudována jakožto součást České západní dráhy (BWB) spojující Bavorsko, Plzeň a nádraží na Smíchově (Praha-Západní nádraží), podle typizovaného stavebního návrhu architekta Ignáce Řechky. 14. října 1861 byl zprovozněn úsek trasy z České Kubice na provizorní nádraží ve Skvrňanech u Plzně (železniční most přes Radbuzu byl dokončen se zbytkem trati až následujícího roku), 14. července 1862 byla s místním nádražím slavnostně otevřena zbývající trasa do Prahy.
Po zestátnění BWB v roce 1894 pak obsluhovala stanici jedna společnost, Císařsko-královské státní dráhy (kkStB), po roce 1918 pak správu přebraly Československé státní dráhy.
Elektrický provoz zde byl zahájen 5. června 1987.

## Popis
Stanicí prochází Třetí železniční koridor, vede tudy dvoukolejná trať. V roce 2011 byla dokončena úprava nádraží na koridorové parametry: nachází se zde jedno kryté vyvýšené ostrovní nástupiště s podchodem, elektronickým informačním systémem a výtahy pro bezbariérový přístup, a jedno nástupiště hranové. Expresní spoje mohou stanicí projíždět rychlostí až 160 km/h, je zde instalováno elektronické stavědlo ESA 33, které je dálkově řízeno z Centrálního dispečerského pracoviště Praha. Na rok 2019 byla ohlášena oprava staniční budovy.
Z nádraží je z plzeňského zhlaví vyvedena vlečka stáčející se do průmyslových objektů ve městě.